# Flor de Maroñas
Flor de Maroñas és un barri de Montevideo, Uruguai. Antigament formava part del barri Maroñas.
Rep el seu nom de Francisco de Maroñas y Manteiga (1765), un militar gallec, membre de la Companyia de Mallorca durant l'època colonial del territori, quan era conegut com a Banda Oriental.